# Tulsi Giri
Tulsi Giri (तुल्सी गिरी - Tulsī Girī; Siraha, 8 ottobre 1926 – Kathmandu, 18 dicembre 2018) è stato un politico nepalese, Primo ministro del Nepal dal 1960 al 1963, dal 1964 al 1965 e dal 1975 al 1977.